# Деланте Джонсон
Деланте Джонсон (англ. Delante Johnson; 13 серпня 1998, Клівленд, Огайо) — професійний американський боксер, призер Панамериканських ігор серед аматорів.

## Аматорська кар'єра
На чемпіонаті світу серед молоді 2016 року став чемпіоном в категорії до 60 кг.
На Панамериканських іграх 2019 в категорії до 69 кг у другому бою програв Роніелю Іглесіасу (Куба) — 1-4 і отримав бронзову медаль.
На чемпіонаті світу 2019 пройшов двох суперників, а у 1/8 фіналу програв Бобо-Усман Батурову (Узбекистан) — 0-5.
На Олімпійських іграх 2020, які пройшли в Токіо у липні—серпні 2021 року, переміг Браяна Аррегі (Аргентина) — 3-2 і Аблайхана Жусупова (Казахстан) — 4-1, а у чвертьфіналі програв Роніелю Іглесіасу (Куба) — 0-5.

## Професіональна кар'єра
Після олімпійських змагань дебютував на професійному рингу.
Впродовж 2021—2022 років провів сім переможних боїв.